# Димитър Греков (учен)
 Тази статия е за българския политик от 21 век.  За българския политик от 19 век вижте Димитър Греков.  
Димитър Фердинадов Греков е български учен (агроном) и политик. Ректор на Аграрния университет в Пловдив. Министър на земеделието и храните в правителството на Пламен Орешарски като представител на БСП.

## Биография
Роден е на 22 януари 1958 г. в гр. Любимец, Хасковска община. През 1979 – 1984 г. учи и завършва Висшия селскостопански институт (днес Аграрен университет) в Пловдив.
През 1984 – 1985 г. работи като агроном в АПК в Любимец. През 1984 – 1988 г. подготвя и защитава дисертация за научна степен кандидат на науките (днес: доктор). През 1988 г. е назначен за асистент в катедра „Животновъдни науки – бубарство“, последователно като старши и главен асистент, където става доцент през 1995 година. Защитава дисертация и придобива научна степен доктор на селскостопанските науки. От 2010 година е професор в катедрата. През 1999 г. е избран за декан на Агрономическия факултет в Аграрния университет. Ръководи факултета 2 мандата. През 2007 – 2013 е ректор на Аграрния университет.
Министър е на земеделието и храните в правителството на Пламен Орещарски (29 май 2013 – 6 август 2014). Член е на БСП.